# Пахаревська-Валерик Валерія Альойзівна
Вале́рія Альо́йзівна Пахаре́вська-Вале́рик (нар. 1885 — пом. після 1970) — українська акторка, перекладачка творів з іноземних мов. Випускниця Музично-драматичної школи М. Лисенка. Акторка трупи Івана Сагатовського, трупи київської організації товариства «Просвіта». Грала у виставах Театру Миколи Садовського (1907), працювала у Львові (1909, театр «Руська бесіда»). Дружина Леоніда Пахаревського. Приятелька Лесі Українки.

## Життєпис
Закінчила музично-драматичну школу М. Лисенка. Разом зі своїм чоловіком Леонідом Пахаревським в молоді роки грала в аматорських театральних трупах. Працювала в трупі І. Л. Сагатовського.
Про роки навчання згадувала таке: «В 1895 ми з Леонідом вступили в Театральну школу ім. Лисенка. Дуже захоплювались театром, працювали в „Просвіті“, виступали в клубах, багато декламували, часто читали вірші Шевченка. В „Просвіті“ часто бували такі корифеї української літератури, як Коцюбинський, Леся Українка, Олена Пчілка, Микола Вороний, поет Борис Грінченко, з котрим ми писали п'єсу „На новий шлях“, дуже подібну до „Нори“ Ібсена, яку згодом і поставили».
В «Норі» Валерія Валерик виступала в головній ролі під час гастролей трупи І. Сагатовського в Чернігові.
7 листопада 1907 року дебютувала в Театрі Миколи Садовського. Це був дебют випускного класу української драми школи ім. Лисенка (клас М. Старицької). По п'єсі «Сто тисяч» був поставлений жарт Антона Чехова «Освідчини» (переклад К. Лоського). Ролі виконували Л. Пахаревський, В. Валєрик і Ю. Лисенко.
На запрошення Й. Стадника, який приїздив до Києва у 1908 році, трупа театру «Руська бесіда» у Львові «поповнилась в 1909 р. випускниками драматичної школи М. Лисенка — О. Островським та Валерик (Пахаревською)».
Коли після закінчення Київського університету її чоловік у пошуках роботи переїхав у Мітану (1910), Валерія з дворічним сином поїхала з ним. Леонід там викладав російську мову. Оскільки без театру подружжя не уявляло собі життя, Леонід організував у місцевому клубі драматичний гурток, де вистави ішли російською мовою. Ставили Чехова, Островського, Тургенєва, Ібсена, Гауптмана та ін. У Мітані вони прожили чотири роки, поки не почалась війна. Довелось евакуюватись спочатку до Риги, а потім в Україну до родичів.
Влітку 1917 року В. Пахаревська брала участь у дуже успішних гастролях трупи членів київського товариства «Просвіта» під орудою Івана Мар'яненка у Воронежі і Полтаві разом з чоловіком, а також з такими акторами, як Н. Дорошенко, О. Потапенко, І. Стешенко.
На початку 1920-х розлучилась з Л. Пахаревським, зберігши про нього добру пам'ять. У лютому 1970 року у 85-річному віці Валерія Альойзівна дала інтерв'ю зі спогадами про нього, які були опубліковані в 1997 році. Про себе повідомила, що вона працювала вчителькою, перекладачкою з іноземних мов, «довелося багато працювати, ще більше писати».
Приятелювала з Лесею Українкою.. Збереглась фотографія похорону видатної поетеси, де труну несуть у першому ряду: у білому — акторка Наталія Дорошенко, у темному — Валерія Пахаревська (1913 рік).

## Переклади
- Й. Бойлер. Сила віри / переклад В. Пахаревської // Літературно-науковий вісник. Збірник, Київ-Львів: НТШ, 1909. — С. 365—394.